# 默特爾格羅夫 (北卡羅萊納州)
默特爾格羅夫（英語：Myrtle Grove）是位於美國北卡羅萊納州新漢諾威縣的普查規定居民點。

## 人口
根據2020年美國人口普查的數據，默特爾格羅夫的面積為18.69平方千米，當中陸地面積為17.37平方千米，而水域面積為1.32平方千米。當地共有人口11476人，而人口密度為每平方千米614.02人。